# Faculté de philosophie de l'université de Tomsk
La faculté de philosophie de l'université de Tomsk (Философский факультет (ФсФ) ТГУ) dépend de l'université d'État de Tomsk en Russie. Son doyen est le professeur Sergueï Avanessov depuis 2005.

## Historique
Elle a été ouverte en 1987, fondée sur la base de la faculté d'histoire de l'université qui dispensait également depuis 1977 un enseignement en philosophie. Il existait certes une chaire du matérialisme historique et dialectique depuis 1947, puis en plus une chaire du communisme scientifique fondée dans les années 1970, mais la période de la Perestroïka change totalement la donne et débouche sur la nécessité de s'ouvrir à une véritable discipline philosophique.
La faculté de philosophie est fondée le 12 novembre 1987 avec deux chaires, la chaire d'histoire de la philosophie et de logique et la chaire de philosophie des facultés de sciences humaines et des facultés de sciences naturelles. Une troisième chaire est ouverte en 1990, la chaire de sociologie, et deux autres en 1992, la chaire de politologie et la chaire de travail social. En 2002, est ouverte une spécialité en informatique.
Aujourd'hui, la faculté comprend quatre spécialités et sept chaires :
- Chaire d'histoire de la philosophie et de logique: le programme magistériel porte sur l'histoire de la philosophie[3], la linguistique sociale et la philosophie du langage
- Chaire de philosophie et de méthodologie de la science
- Chaire d'ontologie, de théorie de la connaissance et de philosophie sociale
- Chaire des problèmes en sciences humaines de l'informatique
- Chaire de politologie
- Chaire de sociologie[4]
- Chaire de travail social

Les spécialités de sociologie, politologie, et travail social s'effectuent en cinq ans. La spécialité de philosophie proprement dite s'effectue en quatre ans donnant lieu à un baccalauréat de philosophie (équivalent à un mastère en France), plus une année supplémentaire donnant lieu à un diplôme d'enseignant, ou bien deux années supplémentaires donnant lieu à un magister philosophiæ (équivalent à un doctorat de troisième cycle). Les matières du programme magistériel sont l'ontologie et la théorie de la connaissance, l'histoire de la philosophie, la méthodologie de la science et de la technique. Il existe également une préparation des spécialistes en philosophie sociale, en philosophie des religions et en informatique des sciences humaines.
La préparation supérieure des chercheurs post-gradés en doctorat s'effectue en plusieurs années comme suit : aspirant au doctorat (6 spécialités) : 3 années à plein temps, 4 années par correspondance, ou 5 années en co-recherche, aboutissant à une thèse devant le conseil des thèses ; préparation au doctorat d'État : 3 ans.
Les thèses peuvent porter sur les domaines suivants : philosophie des religions, anthropologie philosophique, philosophie de la culture, philosophie de la science et de la technique, théorie et histoire de la culture (à propos des sciences philosophiques).